# Liste der Gouverneure von Nevada
Diese Liste führt alle Gouverneure des US-Bundesstaates Nevada und des zuvor bestehenden Nevada-Territoriums auf.

## Nevada-Territorium
| Name             | Amtszeit  | Partei       |
| ---------------- | --------- | ------------ |
| James Warren Nye | 1861–1864 | Republikaner |

## Bundesstaat Nevada
| Name                       | Amtszeit  | Partei          |
| -------------------------- | --------- | --------------- |
| Henry Goode Blasdel        | 1864–1871 | Republikaner    |
| Lewis Rice Bradley         | 1871–1879 | Demokrat        |
| John Henry Kinkead         | 1879–1883 | Republikaner    |
| Jewett William Adams       | 1883–1887 | Demokrat        |
| Charles Clark Stevenson    | 1887–1890 | Republikaner    |
| Francis Jardine Bell       | 1890–1891 | Republikaner    |
| Roswell Keyes Colcord      | 1891–1895 | Republikaner    |
| John Edward Jones          | 1895–1896 | Silver Party    |
| Reinhold Sadler            | 1896–1903 | Silver Party    |
| John Sparks                | 1903–1908 | Silver/Demokrat |
| Denver Sylvester Dickerson | 1908–1911 | Silver/Demokrat |
| Tasker Lowndes Oddie       | 1911–1915 | Republikaner    |
| Emmet Derby Boyle          | 1915–1923 | Demokrat        |
| James Graves Scrugham      | 1923–1927 | Demokrat        |
| Frederick Bennett Balzar   | 1927–1934 | Republikaner    |
| Morley Isaac Griswold      | 1934–1935 | Republikaner    |
| Richard Kirman             | 1935–1939 | Demokrat        |
| Edward Peter Carville      | 1939–1945 | Demokrat        |
| Vail Montgomery Pittman    | 1945–1951 | Demokrat        |
| Charles Hinton Russell     | 1951–1959 | Republikaner    |
| Frank Grant Sawyer         | 1959–1967 | Demokrat        |
| Paul Dominique Laxalt      | 1967–1971 | Republikaner    |
| Donal Neil O’Callaghan     | 1971–1979 | Demokrat        |
| Robert Frank List          | 1979–1983 | Republikaner    |
| Richard Hudson Bryan       | 1983–1989 | Demokrat        |
| Robert Joseph Miller       | 1989–1999 | Demokrat        |
| Kenneth Carroll Guinn      | 1999–2007 | Republikaner    |
| James Arthur Gibbons       | 2007–2011 | Republikaner    |
| Brian Edward Sandoval      | 2011–2019 | Republikaner    |
| Stephen F. Sisolak         | 2019–2023 | Demokrat        |
| Joseph Michael Lombardo    | seit 2023 | Republikaner    |